# アリエル5号
アリエル5号（英: Ariel 5, UK 5）はイギリスのX線天文衛星。アリエル計画の最後から2番目の衛星。1974年10月15日にインド洋のサン・マルコ・プラットフォームから打ち上げられ、1980年まで運用された。通信速度は1bps、電力は1Wの設計。
ASM（All-sky monitor）は2台の1次元ピンホールカメラで、機体が一回転する度に全天の大部分をスキャンした。角分解能は10 x 10°で有効面積は3 cm2、通過帯域は3-6 keV。
SSI（Sky Survey Instrument）の角分解能は0.75 x 10.6°で有効面積は290 cm2、通過帯域は2-20 keV。